# Uppsala (commune)

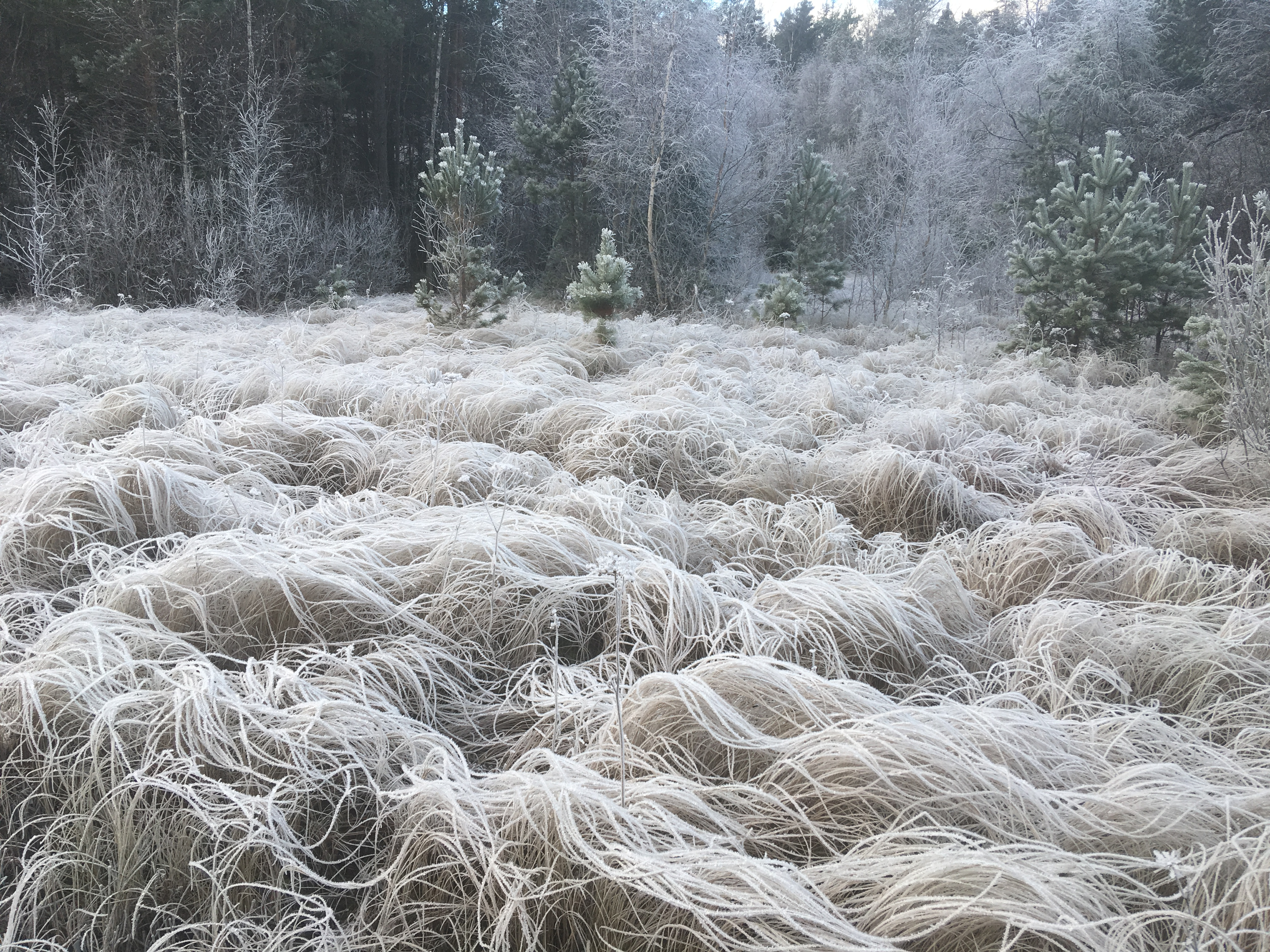
Dans la Hågadalen-Nåstens naturreservat à Uppsala. Novembre 2021.

La commune d'Uppsala est une commune suédoise du comté d'Uppsala. Environ 234 384 personnes y vivent (2021). Elle est la quatrième la plus peuplée de Suède. Son chef-lieu se situe à Uppsala.

## Localités principales
- Uppsala (137 462 hab.)
- Sävja (9 434 hab.)
- Storvreta (7 213 hab.)
- Björklinge (3 110 hab.)
- Bälinge (2 050 hab.)
- Vattholma (1 492 hab.)
- Vänge (1 213 hab.)
- Lövstalöt (880 hab.)
- Länna (731 hab.)
- Almunge (692 hab.)
- Alsike (652 hab.)
- Skyttorp (631 hab.)
- Knutby (568 hab.)
- Järlåsa (436 hab.)
- Gåvsta (401 hab.)
- Gunsta (368 hab.)
- Ytternäs och Vreta (349 hab.)
- Håga (312 hab.)
- Ramstalund (274 hab.)
- Läby (244 hab.)
- Vårdsätra (201 hab.)